# لشکر پانزدهم زرهی (ورماخت)
لشکر پانزدهم زرهی (آلمانی: 15. Panzer-Division) عنوان منتسب به واحد پانزدهم از لشکر پنزر ارتش آلمان نازی در طول جنگ جهانی دوم می‌باشد که در نبردهای موتوریزه مشارکت عمده‌ای داشت